# Chvalšiny
Chvalšiny (německy Kalsching) jsou obec v okrese Český Krumlov v Jihočeském kraji. Kromě Chvalšin ji tvoří vsi Borová, Červený Dvůr a Hejdlov. Celkem v nich žije přibližně 1 200 obyvatel.

## Název
Název obce Chvalšiny je českého původu. Původně se obec jmenovala Chvalšín – tato podoba názvu vznikla z osobního jména Chvališa, což naznačuje i nejstarší poněmčená podoba Qualischingen, později Kalsching.

## Historie
Roku 1263 učinil zvíkovský purkrabí Hirzo velkorysou donaci několika vsí klášteru ve Zlaté Koruně, kterou stvrdil král Přemysl Otakar II. Darování potvrdil 6. ledna roku 1281 markrabě Ota IV. Braniborský listinou, v nž jsou poprvé výslovně uvedeny Chvalšiny termínem Gualichingen. V roce 1293 se v listině zlatokorunského opata Heřmana připomíná chvalšinský plebán Konrád a touž listinou byly roku 1293 Chvalšiny povýšeny na městečko. Roku 1310 dal brixenský biskup Herman Chvalšinám připsat tři vesniceː Třebovice (Trzebowitz), Březovík (Ribsbrunn) a Dobročkov (Dobrusch)..
Tento status si Chvalšiny udržely do poloviny 20. století.
Do husitských válek Chvalšiny patřily k panství zlatokorunského kláštera. Z pozdějších období historie (kdy se ke znaku Svaté koruny Kristovy přidal dodnes užívaný znak se zlatou královskou korunou. Roku 1421 se kláštera i jeho statků včetně městečka zmocnil Oldřich z Rožmberka), až do zrušení poddanství k českokrumlovskému panství.
Většina domů na obdélném náměstí má základy a keměnná ostění středověké, vesměs přetesané nebo zabílené později. 
V letech 1487 až 1507 dali bratři Vok II. z Rožmberka a Petr IV. z Rožmberka na náměstí postavit nový mariánský kostel na základech chrámu staršího. V roce 1567 dostal Vilém z Rožmberka královské privilegium na vaření piva.
Když v roce 1719 vymřeli Eggenbergové, získali Chvalšiny dědictvím Schwarzenbergové.
Po roce 1848 byly Chvalšiny sídlem okresního soudu.

## Přírodní poměry
- Chráněná krajinná oblast Blanský les
- Přírodní památka Hejdlovský potok
- Přírodní památka Provázková louka
- Přírodní památka Svatý Kříž, lokalita kriticky ohroženého rostlinného poddruhu hořečku mnohotvarého českého.

## Obyvatelstvo
Původní slovanské obyvatelstvo se od počátku 15. století postupně germanizovalo. V roce 1900 zde bylo evidováno 1323 Němců a pouze 8 Čechů. Převaha německého obyvatelstva pokračovala i v období První republiky, když v roce 1921 žilo v obci 108 Čechů (7,2 %). Vedle německé školy obecné školy byla v obci od roku 1919 i česká menšinová jednotřídka. Po Mnichovské dohodě připadla obec Třetí říši, v roce 1945 byla osvobozena Američany. Převážná část odsunu německého obyvatelstva se odehrála v letech 1946–1947.
| Rok            | 1869  | 1880  | 1890  | 1900  | 1910  | 1921  | 1930  | 1950 | 1961 | 1970 | 1980  | 1991  | 2001  | 2011  | 2021  |
| -------------- | ----- | ----- | ----- | ----- | ----- | ----- | ----- | ---- | ---- | ---- | ----- | ----- | ----- | ----- | ----- |
| Počet obyvatel | 1 318 | 1 401 | 1 331 | 1 378 | 1 472 | 1 430 | 1 539 | 777  | 785  | 863  | 1 011 | 1 002 | 1 026 | 1 026 | 1 024 |
| Počet domů     | 160   | 160   | 164   | 161   | 166   | 171   | 202   | 157  | 186  | 147  | 207   | 230   | 263   | 286   | 286   |

## Části obce
- Chvalšiny (k. ú. Chvalšiny, Okrouhlík a Střemily)
- Borová (k. ú. Borová u Chvalšin)
- Červený Dvůr (k. ú. Chvalšiny)
- Hejdlov (k. ú. Chvalšiny)

## Společnost
V obci se nachází základní škola s první až devátou třídou a Muzeum Schwarzenberský plavebního kanálu. Jeho budova původně sloužila jako radnice a po roce 1848 jako okresní soud. V muzeu se nachází též expozice věnovaná historii obce.

## Pamětihodnosti
Od roku 1990 je centrum městská památková zóna. Kostel sv. Maří Magdalény se poprvé připomíná v roce 1293, tehdejší budova se však nedochovala, protože byla v letech 1487–1507 nahrazena rozměrnější pozdně gotickou novostavbou. Ta byla posléze vyzdobena nástěnnými malbami, z nichž část se dochovala a byla odkryta při restaurátorských pracích v 90. letech 20. století. Tento kostel se zachoval téměř v původním stavu, mj. se dochoval strmý původní krov. Presbytář je zaklenut síťovou klenbou, loď pak klenbou krouženou s přetínáním žeber. K novějším částem patří vedle vybavení zejména patrová kruchta (spodní úroveň je barokní ze 17. století, horní z roku 1846) a mariánská kaple na kruhovém půdorysu při severní stěně lodi postavená Růžencovým bratrstvem v roce 1760. Kolem kostela býval hřbitov, zrušený před rokem 1838, kdy byla zbořena jeho ohradní zeď. Z církevních památek se dále obci nachází pět výklenkových kapliček a dvě síňové kaple, pranýř se sochou svatého Jana Nepomuckého, křížová cesta s kapličkou a troje boží muka.
Dalšími pamětihodnostmi obce je např. radnice na náměstí (nyní muzeum; nynější budova obecního úřadu byla před rokem 1900 školou). Na náměstí je rovněž fara renesančního původu, později přestavovaná. Několik domů si navzdory četným požárům dodnes zachovalo pozdně gotické portály a jádra ze začátku 16. století. Na rodném domě Josefa Rosenauera je umístěna pamětní deska v německém jazyce (po roce 1945 sejmuta, po roce 1989 vrácena a doplněna deskou v češtině).

## Osobnosti
- Josef Rosenauer (1735–1804), stavitel

## Fotogalerie

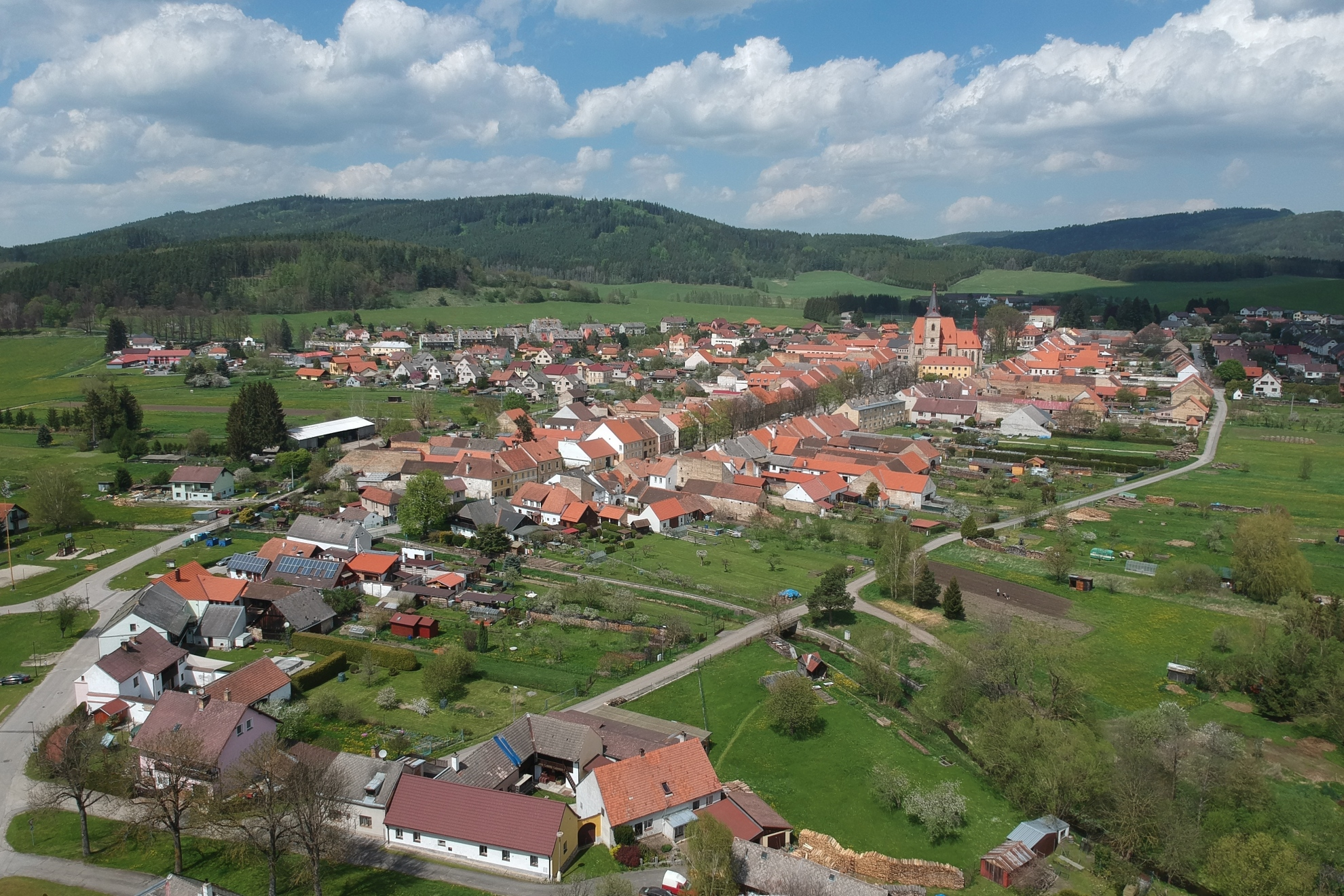
Chvalšiny
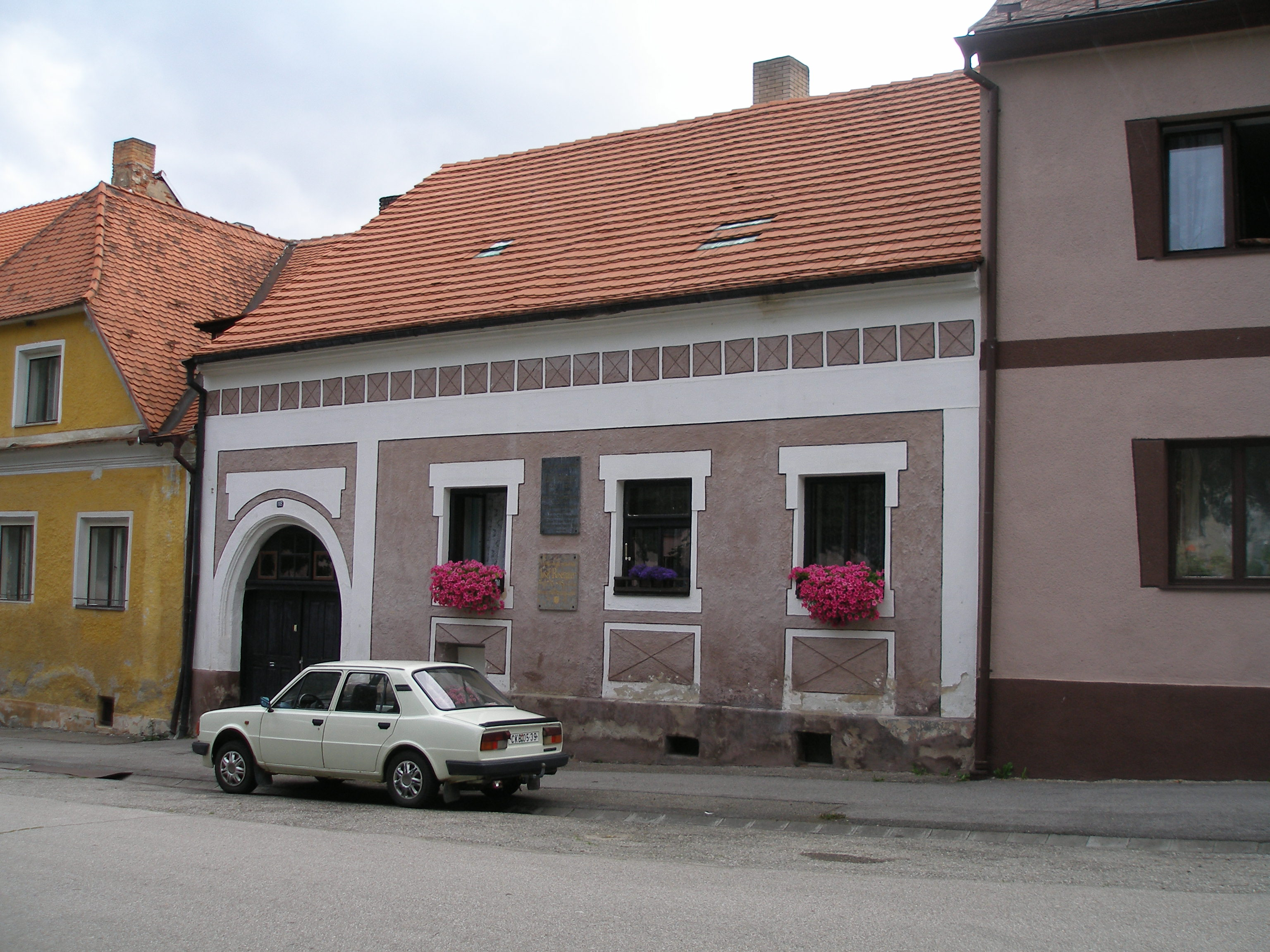
Rosenauerův rodný dům na západní straně náměstí
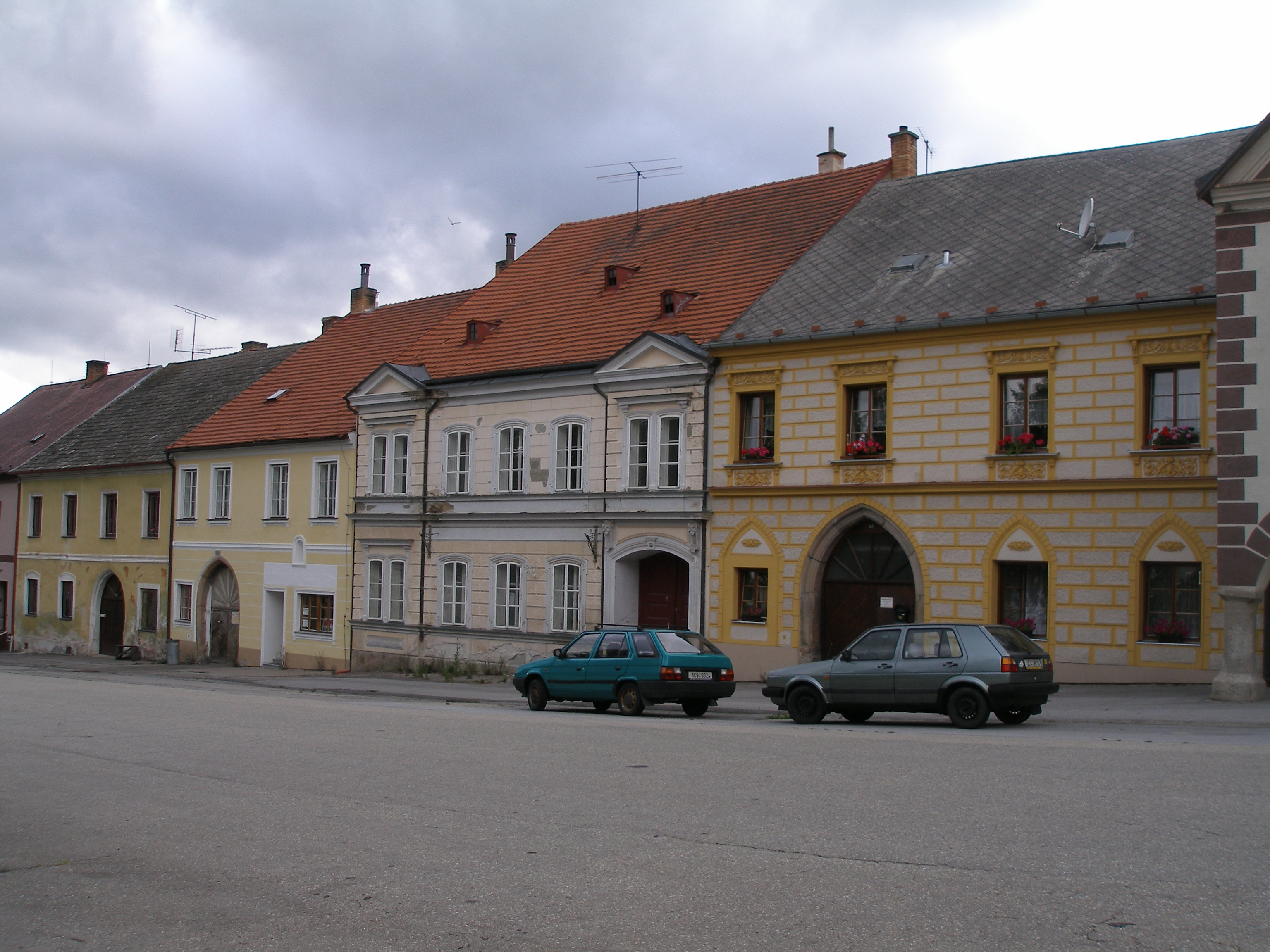
Část západní strany náměstí jižně od muzea
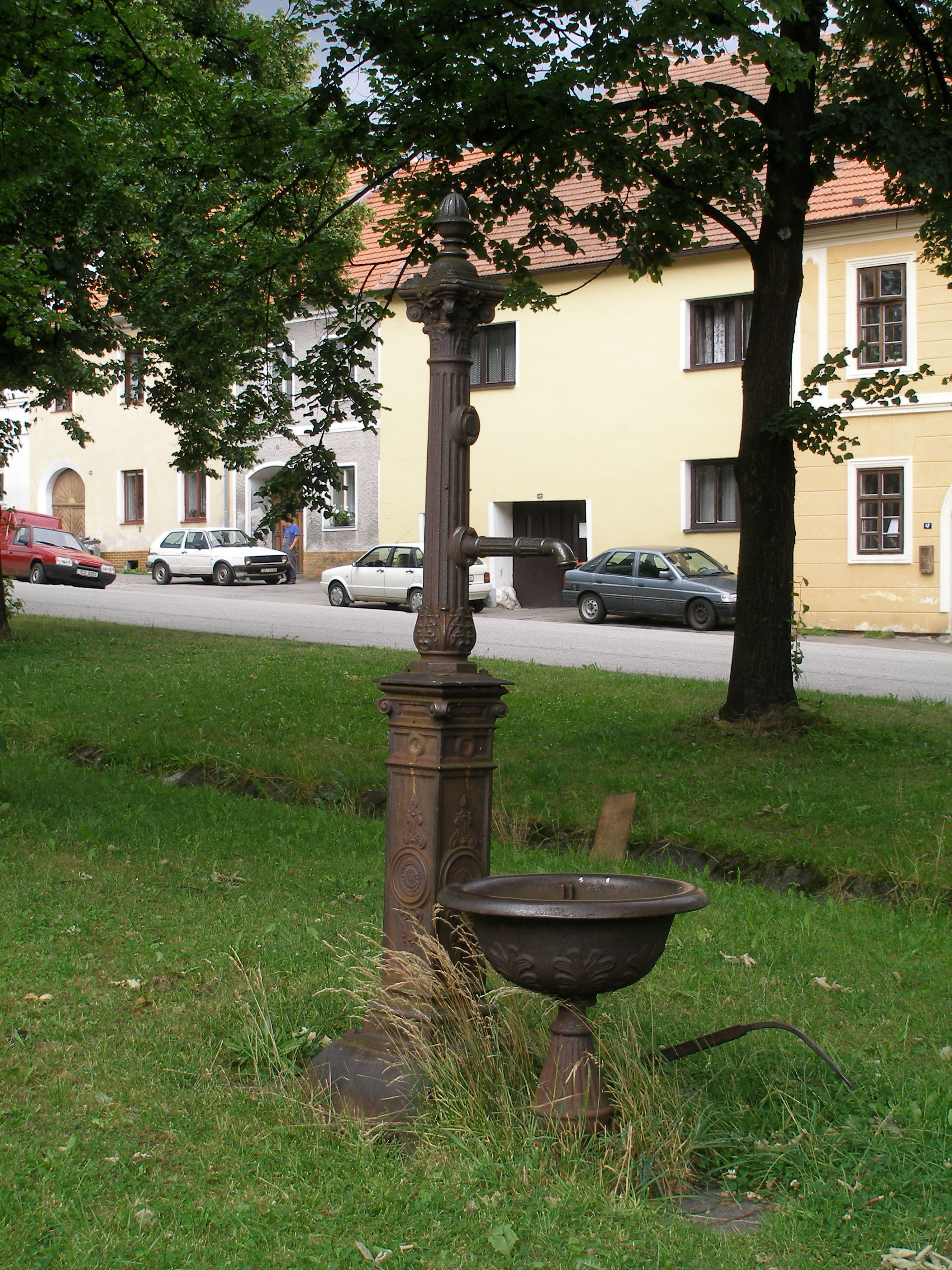
Stará pumpa (či hydrant vodovodu) na náměstí ve Chvalšinách
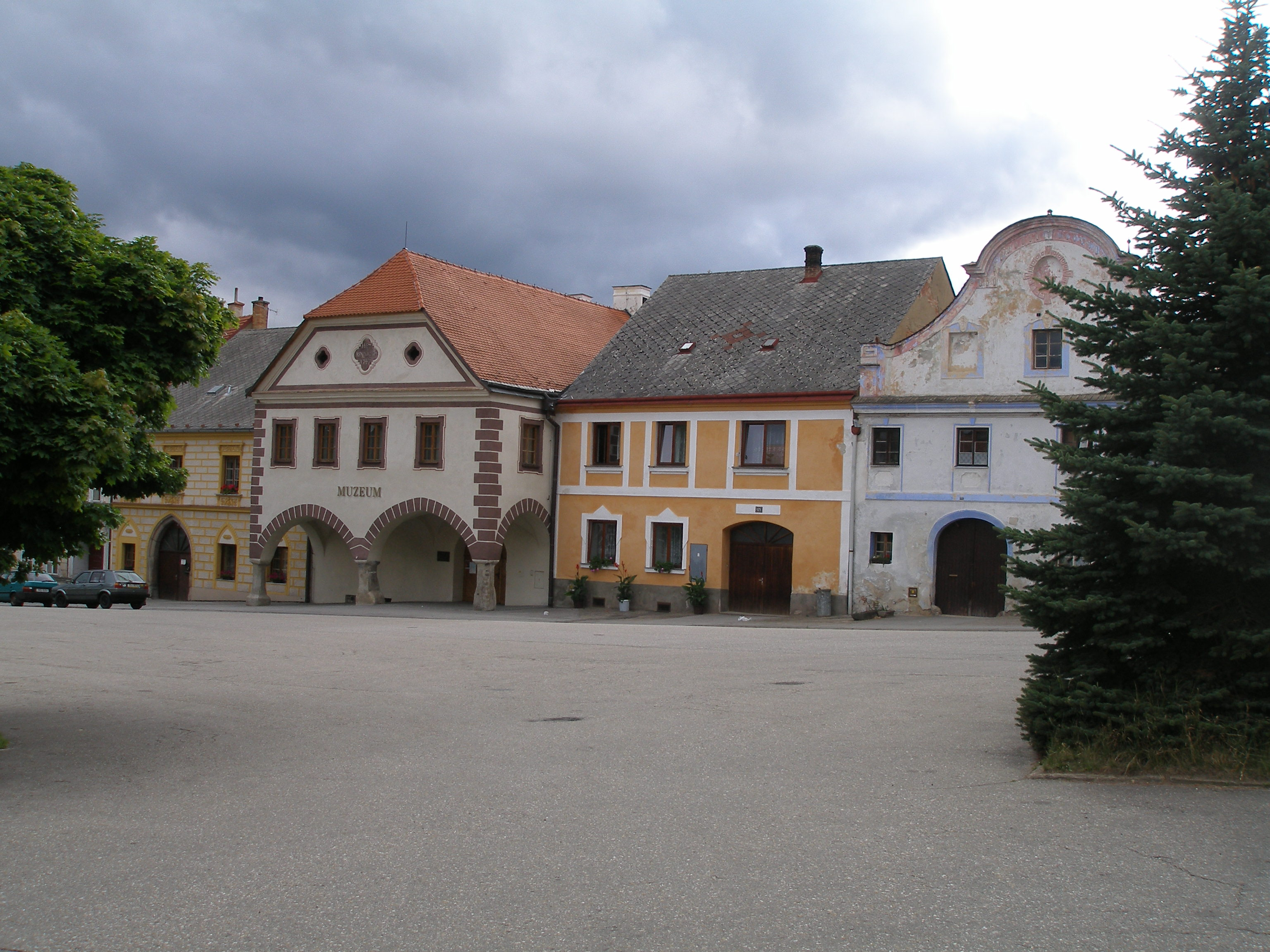
Část západní strany náměstí s muzeem
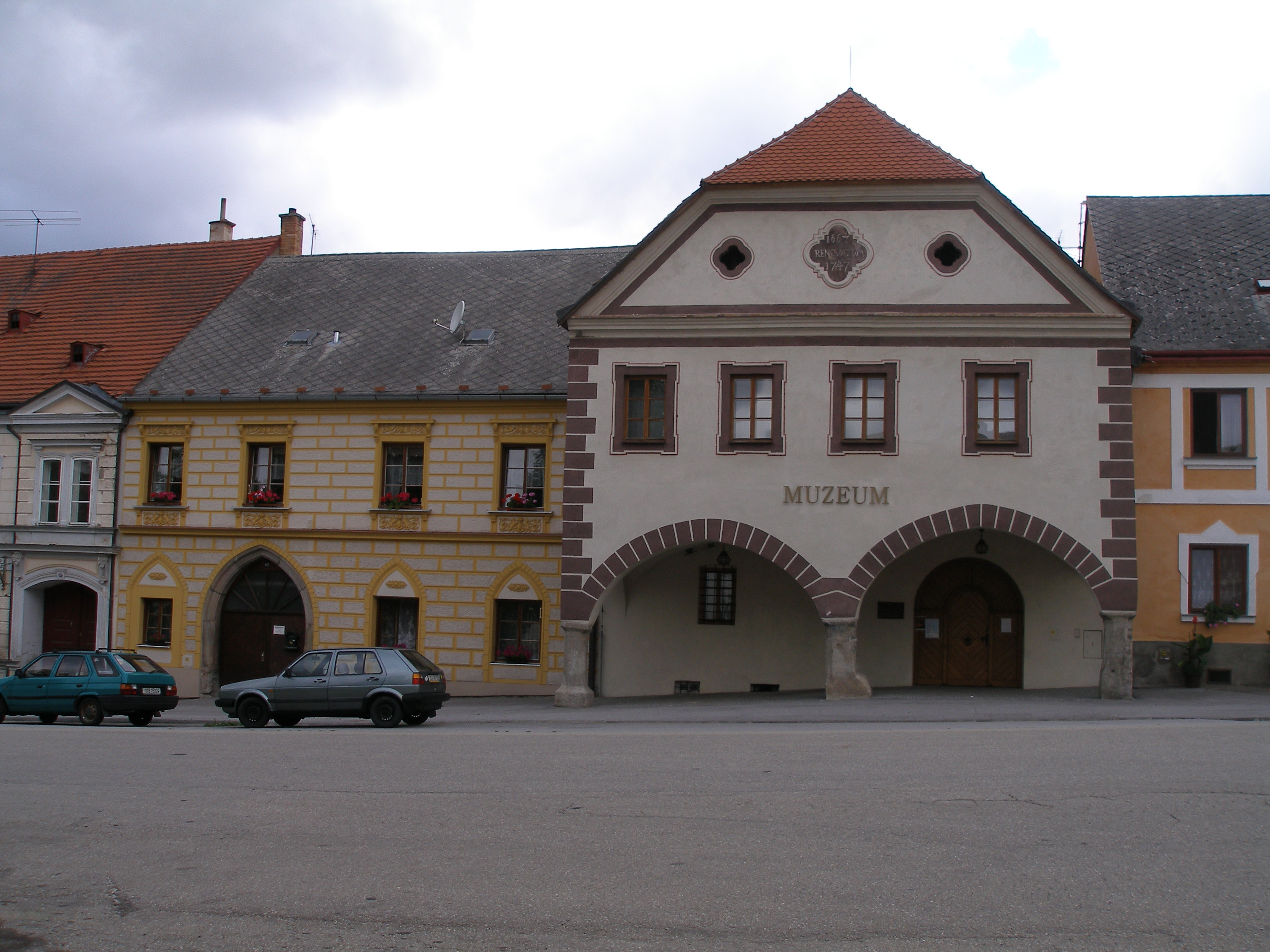
Muzeum Schwarzenberského plavebního kanálu ve Chvalšinách (kdysi radnice)
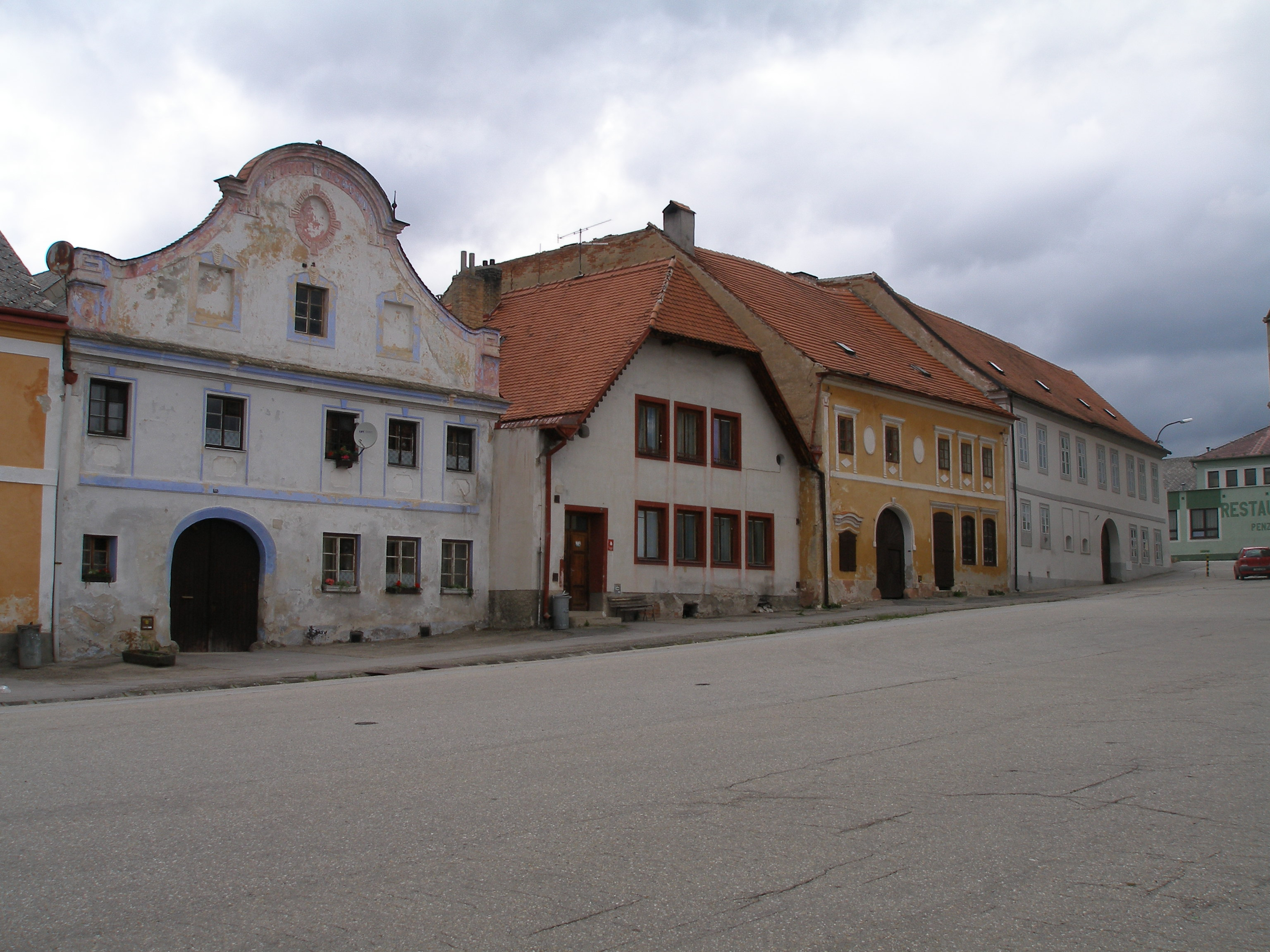
Střední část západní strany náměstí
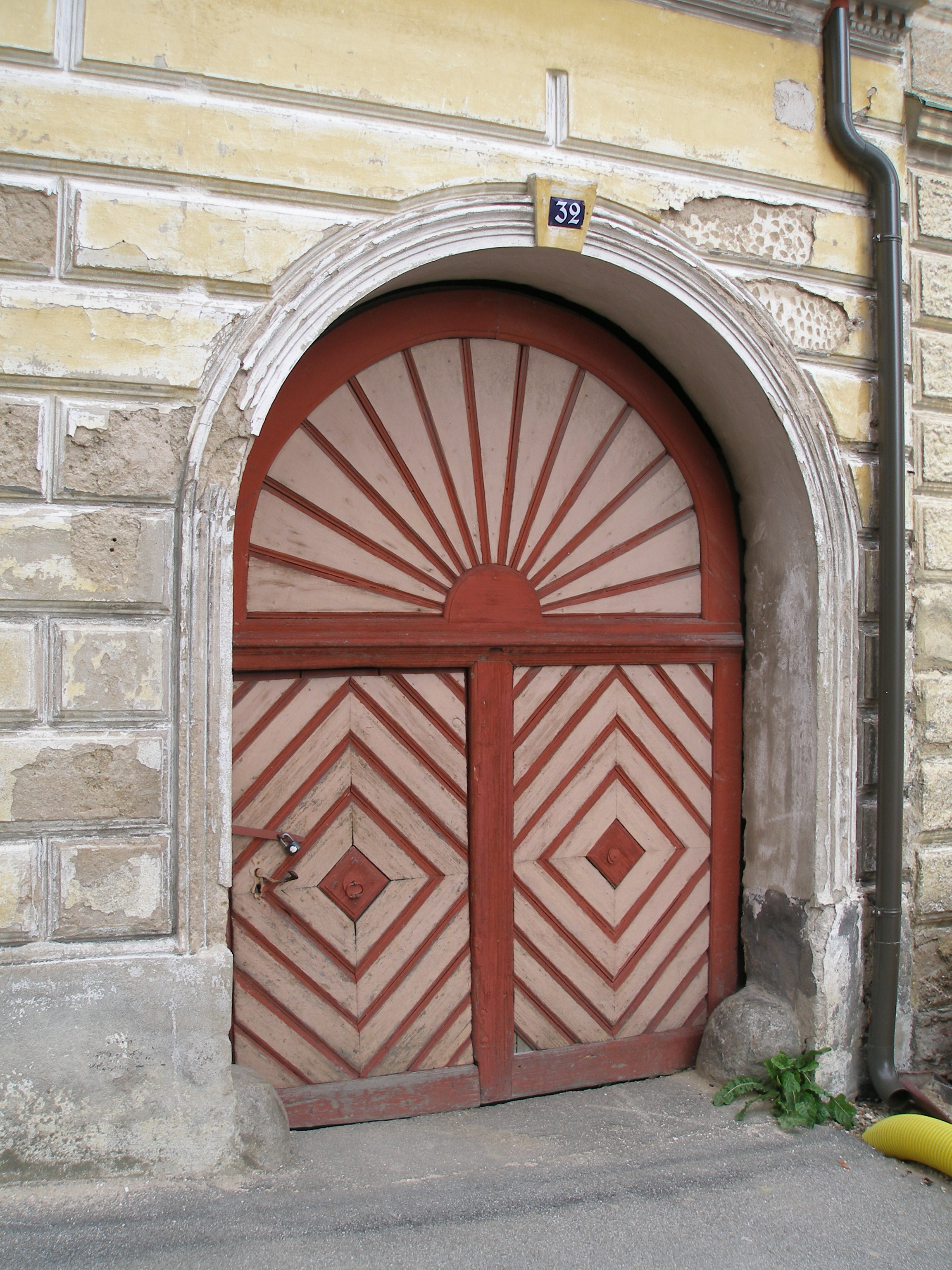
Vrata domu číslo 32
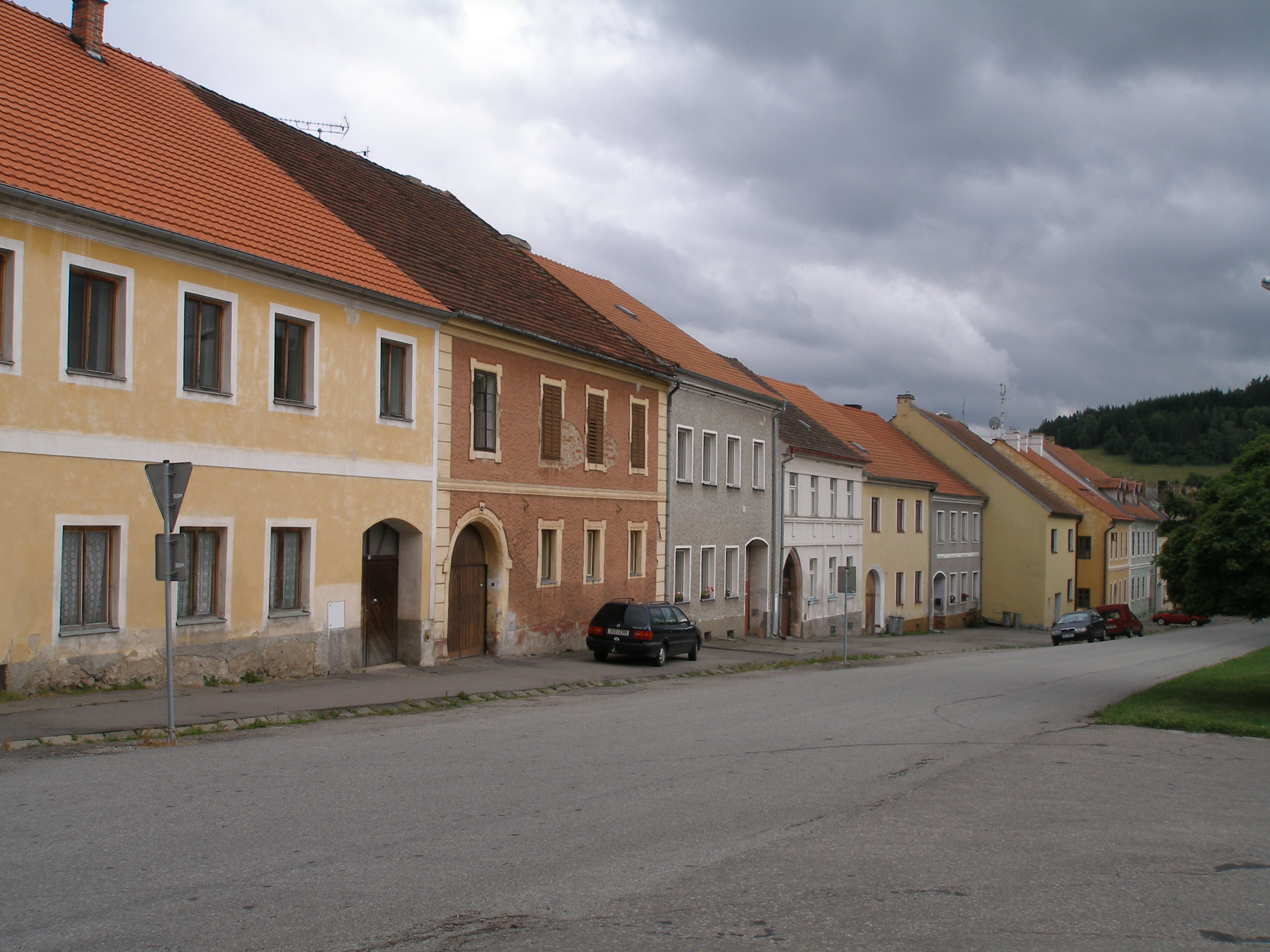
Část východní strany náměstí
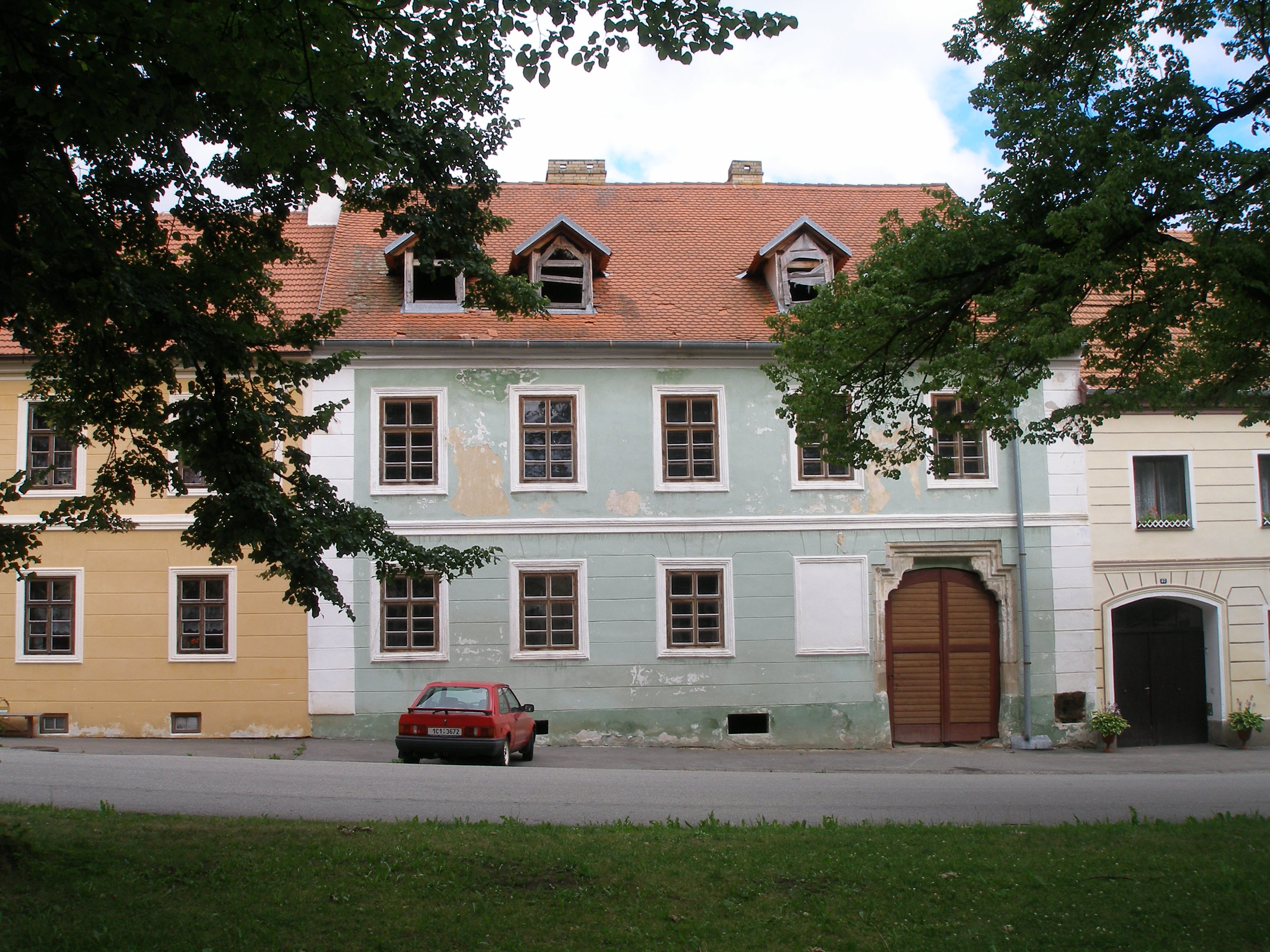
Dům číslo 48 na náměstí s pozdně gotickým portálem